# Iztapalapa (kommun)
Iztapalapa är en kommun i Mexiko.   Den ligger i delstaten Distrito Federal, i den sydöstra delen av landet. Huvudstaden Mexico City ligger i Iztapalapa.
Följande samhällen finns i Iztapalapa:
- Iztapalapa